# Arthur Rousseau
Pour les articles homonymes, voir Rousseau.
Arthur Rousseau est un entrepreneur de pompes funèbres, né le 4 février 1900 à Nicolet et mort le 30 octobre 1994. Il est un homme politique québécois, maire de la ville de Trois-Rivières au Québec de 1941 à 1949.

## Biographie
En 1926, il épouse Anaïs Allard-Rousseau, cofondatrice des Jeunesses musicales canadiennes ; ils ont eu sept enfants. Il ouvre un centre funéraire en 1927.

## Réalisations
En 1946, il dote Trois-Rivières de sa première bibliothèque municipale.